# Лиз, Арнольд
Арнольд Спенсер Лиз (англ. Arnold Spencer Leese; 1878—1956) — британский политик, основатель Имперской фашистской лиги.
Родился 16 ноября 1878 года в Ланкашире, Англия. После получения специальности ветеринара практиковал в Британской Индии, где стал экспертом по верблюдам. Там он работал в течение 6 лет, прежде чем стать специалистом по верблюдам Восточно-Африканского протектората Британской империи. Арнольд Лиз оставался любителем животных и трезвенником всю свою жизнь.
Лиз опубликовал множество статей о верблюдах и их болезнях, первая появилась в «Журнале тропической ветеринарной науки» в 1909 г. В честь Арнольда Лиза получил наименование верблюжий паразит — Thelazia leesei. Присоединился к королевскому армейскому ветеринарному корпусу в начале Первой мировой войны и служил на Западном фронте и на Ближнем Востоке. Капитан Арнольд Лиз возвратился в Англию, где, выйдя в отставку, продолжил свою практику и опубликовал книгу «Одногорбый верблюд в здоровье и болезни» (1928 г.), которая оставалась книгой-образцом в течение 50 лет.
Арнольд Лиз был антисемитом большую часть своей жизни, косвенной причиной чего было его отвращение к кашруту — еврейскому закону, предписывающему правильные способы приготовления пищи и забоя животных.
Арнольд Лиз разрабатывал теорию тайного заговора для предотвращения еврейской угрозы Британской империи, начиная с 1924 г. был вовлечён в фашистские группы, где обвинял других фашистов в их мягкости по отношению к евреям.
Как член организации британских фашистов Арнольд Лиз вместе с одним из своих соратников был избран членом Совета в Стамфорде, Линкольншир. В автобиографии Арнольд Лиз писал: «Мы были первыми конституционно избранными фашистами в Англии». В 1929 г., разочаровавшись в организации Британского союза фашистов и из-за разногласий с Освальдом Мосли, которого он резко критиковал и называл «кошерным фашистом», Арнольд Лиз основал организацию Имперская фашистская лига (ИФЛ). Во второй половине 1930-х гг. Лиз активно сотрудничал с Всероссийской фашистской партией К. В. Родзаевского.
Из-за антисемитизма в 1936 г. Арнольду Лизу и ещё одному соратнику из ИФЛ были предъявлены обвинения по шести пунктам по фактам публикации двух статей в июльском номере органа ИФЛ — газете «Фашист». Лиз был признан виновным и вместо штрафа был приговорён к 6 месяцам тюремного заключения. Арнольд Лиз был одним из последних лидеров фашистского движения, которого интернировали в Соединённом Королевстве в начале Второй мировой войны на основании Инструкции 18В.
По причине слабого здоровья Лиз был в 1943 г. освобождён, но в 1947 г. он снова в течение 6 месяцев находился в тюремном заключении за участие в помощи членам войск СС. После войны издавал свой журнал «Готик Рипплс».
Отрицал преследование нацистами евреев, вместе с Александром Ратклифом утверждал, что все доказательства, представленные на Нюрнбергском трибунале, выдуманы или подделаны евреями.
В 1951 году Арнольд Лиз опубликовал автобиографию «Не в ногу: две жизни верблюжьего доктора-антисемита». Лиз был наставником молодого Колина Джордана, которому и завещал свой дом — Холланд-парк Хаус в Лондоне. Некоторое время после его смерти этот дом был известен как дом Арнольда Лиза, и его вдова пыталась придать дому статус святилища, но дом перешёл к Джордану и тот использовал его по своему усмотрению.
Скончался 18 января 1956 года в Лондоне.